# Copa Aniversario de la Ciudad de Temuco 1992
La Copa Aniversario de la Ciudad de Temuco 1992 corresponde a un torneo futbolístico de carácter internacional realizado en el Estadio Municipal de Temuco los días 20 y 22 de febrero.
Junto con los equipos chilenos de Deportes Temuco, Unión Española y Palestino asistió el equipo uruguayo de  River Plate de Montevideo.
El campeón fue el equipo de River Plate que en la final venció a Unión Española en la definición de lanzamientos penales  (5–4), tras empatar 2 – 2, en el partido definitorio.

## Datos de los equipos participantes
| Equipo                    | Calidad                                                                                             |
| ------------------------- | --------------------------------------------------------------------------------------------------- |
| Deportes Temuco           | Anfitrión y segundo en la Primera División B de Chile 1991, ascendido a la Primera División A 1992. |
| Palestino                 | Invitado y noveno de la Primera División de Chile 1991                                              |
| Unión Española            | Invitado y decimosegundo de la Primera División de Chile 1991                                       |
| River Plate de Montevideo | Invitado y campeón en la Segunda División Profesional de Uruguay de 1989                            |

### Modalidad
Jugado en dos fechas bajo el sistema de eliminación directa. El título de campeón lo disputan los equipos ganadores de la primera jornada y los equipos perdedores compiten para determinar el tercer y cuarto lugar. Los empates se dirimen mediante lanzamientos penales. Lo novedoso ocurrió en la jornada final donde se programó como preliminar el partido definitorio del título.  

### Semifinales
| 20 de febrero de 1992 | Unión Española                             | 2:1 | Palestino            | Estadio Municipal de Temuco, Temuco                       |                                                           |
|                       | Marcelo Vega 44' · Cristián Montecinos 67' |     | Marcelo Corrales 50' | Asistencia: 3.856 espectadores Árbitro(s): Segundo Toledo | Asistencia: 3.856 espectadores Árbitro(s): Segundo Toledo |

| 20 de febrero de 1992 | Deportes Temuco                           | 2:3 | River Plate de Montevideo                     | Estadio Municipal de Temuco, Temuco                     |                                                         |
|                       | Marcelo Fracchia 27' · Cabrera 38' (a.g.) |     | Delor 47' · Morales 63' · Pautasso 68' (a.g.) | Asistencia: 3.856 espectadores Árbitro(s): Hernán Silva | Asistencia: 3.856 espectadores Árbitro(s): Hernán Silva |

### Tercer puesto
| 22 de febrero de 1992                        | Deportes Temuco  | 1:1 | Palestino              | Estadio Municipal de Temuco, Temuco                       |                                                           |
|                                              | Ricardo Toro 82' |     | Cristián Castañeda 13' | Asistencia: 3.068 espectadores Árbitro(s): Segundo Toledo | Asistencia: 3.068 espectadores Árbitro(s): Segundo Toledo |
| Definición a penales (antecedent pendiente). |                  |     |                        |                                                           |                                                           |

### Final
| 22 de febrero de 1992                            | Unión Española                          | 2:2 | River Plate de Montevideo | Estadio Municipal de Temuco, Temuco                     |                                                         |
|                                                  | Jorge Aravena 15' · Nelson Enríquez 30' |     | Otero 23' · Márquez 36'   | Asistencia: 3.068 espectadores Árbitro(s): Hernán Silva | Asistencia: 3.068 espectadores Árbitro(s): Hernán Silva |
| Ganó River Plate en la definición a penales 5-4. |                                         |     |                           |                                                         |                                                         |

## Campeón
| Uruguay     |
| River Plate |